# Eden Valley (ort i Australien)
Eden Valley är en ort i Australien. Den ligger i kommunen Barossa och delstaten South Australia, omkring 55 kilometer nordost om delstatshuvudstaden Adelaide. Antalet invånare är 434.
Närmaste större samhälle är Angaston, omkring 17 kilometer norr om Eden Valley.
Trakten runt Eden Valley består till största delen av jordbruksmark. Runt Eden Valley är det mycket glesbefolkat, med 3 invånare per kvadratkilometer. Genomsnittlig årsnederbörd är 419 millimeter. Den regnigaste månaden är juli, med i genomsnitt 68 mm nederbörd, och den torraste är december, med 8 mm nederbörd.